# لیلیان بتانکور
لیلیان هنریت شارلوت بتانکور (فرانسوی: Liliane Henriette Charlotte Bettencourt‎، تلفظ فرانسوی: [lil.jan be.tɑ̃.ku:ʁ]؛ زاده ۲۱ اکتبر ۱۹۲۲ - درگذشته ۲۱ سپتامبر ۲۰۱۷)، بازرگان، کارآفرین و نیکوکار فرانسوی بود، که سهام‌دار و مالک اصلی شرکت لوازم آرایشی و بهداشتی لورئال محسوب می‌شد. وی تنها فرزند اوژن شولر؛ بنیانگذار این شرکت بود.

## آغاز کار
لیلیان بتانکور در ۱۵ سالگی به عنوان کارآموز در شرکت کوچک پدر خود آغاز به کار کرد. او با اینکه فرزند صاحب و مدیر مؤسسه بود از کارهای کوچک آغاز کرد و اندک اندک در همان شرکت مسئولیت‌های مهمتری به عهده گرفت.

## ریاست
در سال ۱۹۵۷ و پس از مرگ پدرش، او وارث «اُرئال» و رئیس هیئت مدیره شرکت لورئال شد. از آن پس و با همکاری همسر خود (آندره بتانکور) در گسترش جهانی آن تلاش کرد.

## کناره‌گیری
او در سال ۲۰۱۲ هیئت مدیره شرکت لورئال را ترک کرد و پس از آن به ندرت در انظار عمومی دیده شد. بخشی از این انزوای او به دلیل ابتلا به بیماری زوال عقل بود.

## درگیری‌ها
پس از مرگ همسرش در سال ۲۰۰۷، بتانکور گرفتار دو ماجرای پرسر و صدای قضائی شد.
در نخستین مورد در سال ۲۰۰۸ (که به ماجرای «بانیه» شناخته شد) شکایت تنها فرزند او، فرانسواز بتانکور مییر (متولد ۱۹۵۳)، از هنرمندِ عکاسی به نام «فرانسوا ماری بانیه» بود که در ازای عکس‌های زیبا و نیز دوستی و همراهی با مادر وی، مبالغ هنگفتی از وی گرفته و به عنوان یگانه مجری وصیت‌نامه او تعیین شده بود. از آنجا که این ثروت به لیلیان بتانکور تعلق داشت و او می‌توانست آنگونه که می‌خواهد آن را به خرج برساند، دختر، مادر را به از دست دادن حواس متهم ساخت و خواستار «تحت قیمومت» قرار دادن وی شد و از این طریق «فرانسوا ماری بانیه» را به «سوء استفاده از ضعف» مادر خود متهم کرد. این شکایت موجب شد که دادگاه دستور معاینه پزشکی خانم لیلیان بتانکور را صادر کند و روندی «تحقیرکننده» برای وی بکار افتد. خانم بتانکور و دختر او، پس از محکوم شدن «فرانسوا ماری بانیه» در دسامبر ۲۰۱۰ با یکدیگر آشتی کردند. وی دو سال بعد به سبب «ضعف توانائی‌های فکری» از سوی دادگاه «تحت قیمومت» قرار گرفت.
درگیری دوم تأمین منابع مالی احزاب سیاسی و هزینه‌های مبارزات انتخاباتی شخصیت‌های مختلف بود. زیرا خانواده بتانکور، به سبب داشتن ثروت فراوان، در این زمینه کمک‌های قانونی بسیاری می‌کرد. اما به دلیل محدودیت قانونی برقرار شده، لیلیان بتانکور به پرداخت کمک‌های پنهانی به مبارزات انتخاباتی نیکولا سارکوزی، رئیس‌جمهوری پیشین فرانسه، نیز متهم شد. در این پرونده ۱۲ نفر مظنون به برخورداری از کمک‌های مالی یا مشارکت در سازمان دادن و پرداخت آن‌ها شدند. دادسرا به دلیل «نبود اسناد و شواهد مکفی» حکم عدم تعقیب برای ۶ نفر از آنان و از جمله نیکولا سارکوزی و اریک ورت، وزیر پیشین دارائی و رئیس مالی مبارزات انتخاباتی وی صادر کرد و پرونده ۶ تن دیگر را به دادگاه ارجاع نمود. این ماجرا بسیار بیش از نتایج قضائی، اثرات سیاسی ببار آورد و ماه‌ها موضوع کشمکش‌های سیاسی و انتخاباتی شد.

## ثروت
در ۲۰۱۷ و به هنگام مرگ، بتانکور با دارایی خالصی بالغ بر ۴۴٫۹ میلیارد دلار، به عنوان ثروتمندترین زن جهان، در فهرست بلومبرگ، ذکر شده‌است. وی همچنین در فهرست ثروتمندترین افراد جهان در سال ۲۰۱۷ در رتبه چهاردهم قرار گرفت. بتانکور تا مرگش به عنوان ثروتمندترین زن فرانسه شناخته می‌شد. همچنین پس از برنار آرنو، رتبه دوم از فهرست ثروتمندترین افراد فرانسه را به خود اختصاص داده بود.

## مرگ
لیلیان بتانکور در ۲۱ سپتامبر ۲۰۱۷، در سن ۹۴ سالگی در پاریس درگذشت.